# Frank Edward Brightman
Frank Edward Brightman, född 18 juni 1856, död 31 mars 1932, var en brittisk teolog.
Brightman var fellow i Magdalen College i Oxford och en framstående liturgiforskare. Bland hans arbeten märks Liturgies Eastern and Western (1896), The English rite (1915, 2:a upplagan 1921) samt flera uppsatser i Journal of Theologica Studies.